# مجیب‌الرحمن جانی
مجیب‌الرحمن جانی (بنگالی: মজিবুর রহমান জনি؛ زادهٔ ۱ ژانویهٔ ۲۰۰۵) بازیکن فوتبال اهل بنگلادش است.
وی همچنین در تیم‌های ملی فوتبال زیر ۲۳ سال بنگلادش، و بنگلادش بازی کرده است.